# Anton De Visscher
Anton J. De Visscher (* 29. Mai 1896 in Nazareth (Belgien); † 1981) war ein deutscher Kommunalpolitiker.

## Werdegang
De Visscher promovierte 1926 an der Wirtschafts- und sozialwissenschaftlichen Fakultät der Universität Köln. 1945/46 war er der erste Bürgermeister von Velbert nach Ende des Zweiten Weltkriegs.